# وانغ جيان تشنغ
وانغ جيان تشنغ (بالصينية: 王建政) (مواليد 1 فبراير 1987) هو ملاكم صيني، مثّل بلاده في الألعاب الأولمبية الصيفية 2008.

## روابط خارجية
وانغ جيان تشنغ على موقع بوكس ريك (الإنجليزية) (registration required)
- وانغ جيان تشنغ على موقع اللجنة الأولمبية الدولية (الإنجليزية)
- وانغ جيان تشنغ على موقع أوليمبيديا (الإنجليزية)
- وانغ جيان تشنغ على موقع اللجنة الأولمبية الصينية (الإنجليزية)